# Полетика Андрій Андрійович
Полетика Андрій Андрійович (* близько 1741 — †близько 1798) — український громадський діяч, брат Григорія Полетики.

## Життєпис
Народився у Ромнах (тепер Сумська область) близько 1739–1741 років.
З 1758 року — військовий канцелярист. У 1767 році був призначений помічником генерального бунчужного — бунчуковим товаришем. У 1784, 1797—1798 роках — предводитель дворянства Роменського повіту, а в 1785—1788 роках — предводитель дворянства Чернігівської губернії. Автор «Дневника пребывания Екатерины II в Киеве в 1787 г.»